# БРЭМ-К
БРЭМ-К — советская и российская колёсная плавающая бронированная ремонтно-эвакуационная машина.

## История создания
БРЭМ-К разработана в КБ Горьковского автомобильного завода. работы велись под руководством А. Масягина. В 1988 году был создан первый опытный образец, а с 1993 года машина принята на вооружение.

## Описание конструкции
Машина БРЭМ-К создана на базе колёсного бронетранспортёра БТР-80 и служит для эвакуации повреждённых машин из-под огня противника, вытягивания застрявшей техники, оказания помощи в ремонте и обслуживании подразделениям, на вооружении которых состоят бронетранспортёры БТР-60П, БТР-70, БТР-80 и их модификации.
В состав оборудования БРЭМ-К входят:
1. Тяговая лебёдка;
2. ЗИП;
3. Сварочный генератор;
4. Поворотное подъёмное устройство;
5. Упорное устройство для закрепления машины на местности.

### Броневой корпус и башня
В броневом корпусе размещен сварочный генератор. На коробке отбора мощности имеется ремённый привод, через который двигателем машины приводится в действие сварочный генератор. На крыше башни закреплена специальная платформа, в которой перевозится ЗИП, кроме платформы на крыше также установлена ручная лебёдка и 7,62-мм пулемёт ПКТ.

### Вооружение
В качестве основного вооружения на БРЭМ-К используется 7,62-мм пулемёт ПКТ. Боекомплект составляет 1500 патронов.